# Fanndís Friðriksdóttir
Fanndís Friðriksdóttir (Akureyri, Islandia; 9 de mayo de 1990) es una futbolista islandesa. Juega como delantera y su equipo actual es el Valur Reykjavík de la Úrvalsdeild de Islandia.

## Clubes
| Club                     | País      | Año           |
| ------------------------ | --------- | ------------- |
| Breiðablik               | Islandia  | 2005-2012     |
| Kolbotn Fotball          | Noruega   | 2012-2013     |
| Arna-Bjørnar             | Noruega   | 2013-2014     |
| Breiðablik               | Islandia  | 2014-2017     |
| Olympique de Marsella    | Francia   | 2017-2018     |
| Valur Reykjavík          | Islandia  | 2018-presente |
| Adelaide United (cesión) | Australia | 2018-2019     |

## Títulos

### Campeonatos nacionales
| Título           | Club       | País     | Temporada |
| ---------------- | ---------- | -------- | --------- |
| Úrvalsdeild      | Breiðablik | Islandia | 2005      |
| Copa de Islandia | Breiðablik | Islandia | 2005      |
| Úrvalsdeild      | Breiðablik | Islandia | 2015      |
| Copa de Islandia | Breiðablik | Islandia | 2016      |